# Dolmàtovo (Briansk)
|  | Per a altres significats, vegeu «Dolmàtovo». |

Dolmàtovo (en rus: Долматово) és un poble de l'óblast de Briansk, a Rússia, que en el cens del 2010 tenia 111 habitants, pertany al districte d'Unetxa.